# Tara Elders
Tara Elders (* 17. Januar 1980 in Amsterdam) ist eine niederländische Schauspielerin.

## Leben und Leistungen
Die Schauspielerin debütierte am Anfang des 21. Jahrhunderts in Fernsehserien wie TV7, wo sie im Jahr 2002 in acht Folgen zu sehen war. In der niederländischen Komödie Phileine zegt sorry (2003) spielte sie eine kleinere Rolle, eine größere Rolle folgte im Mystery-Filmdrama Stratosphere Girl (2004). Eine größere Rolle übernahm sie auch im Filmdrama Der sechste Mai (2004) von Theo van Gogh. Im Jahr 2004 belegte sie den zweiten Platz im Wettbewerb um den Titel der besten Schauspielerin des Nederlands Film Festivals.
Im Filmdrama Interview (2007) von Steve Buscemi trat Elders an der Seite von Sienna Miller und Steve Buscemi auf. Die Schauspielerin hat im Februar 2008 Michiel Huisman geheiratet. Sie haben eine im Juni 2007 geborene Tochter.

## Filmografie (Auswahl)
- 2001: Vroeger bestaat niet meer (Fernsehfilm)
- 2002: TV7 (Fernsehserie, 8 Folgen)
- 2003: Loverboy (Fernsehfilm)
- 2003: Phileine zegt sorry
- 2003: Pipo en de p-p-Parelridder
- 2004: Shouf shouf habibi!
- 2004: Feestje
- 2004: Stratosphere Girl
- 2004: Europäische Visionen (Visions of Europe)
- 2004: Der sechste Mai (06/05)
- 2007: Interview
- 2007: SEXtet
- 2007: De Muze
- 2008: Vox Populi
- 2008: Het wapen van Geldrop
- 2009: Winterland